# Sabethes
Sabethes är ett släkte av tvåvingar. Sabethes ingår i familjen stickmyggor.

## Dottertaxa tillSabethes, i alfabetisk ordning[1]
- Sabethes albiprivus
- Sabethes amazonicus
- Sabethes aurescens
- Sabethes batesi
- Sabethes belisarioi
- Sabethes bipartipes
- Sabethes chloropterus
- Sabethes conditus
- Sabethes cyaneus
- Sabethes fabricii
- Sabethes forattinii
- Sabethes glaucodaemon
- Sabethes gorgasi
- Sabethes gymnothorax
- Sabethes hadrognathus
- Sabethes identicus
- Sabethes idiogenes
- Sabethes ignotus
- Sabethes intermedius
- Sabethes lanei
- Sabethes lutzii
- Sabethes luxodens
- Sabethes melanonymphe
- Sabethes nitidus
- Sabethes ortizi
- Sabethes paradoxus
- Sabethes paraitepuyensis
- Sabethes petrocchiae
- Sabethes purpureus
- Sabethes quasicyaneus
- Sabethes schnusei
- Sabethes shannoni
- Sabethes soperi
- Sabethes spixi
- Sabethes tarsopus
- Sabethes tridentatus
- Sabethes undosus
- Sabethes whitmani
- Sabethes xenismus
- Sabethes xhyphydes